# Église Saint-Mitre de Ravno
L'église Saint-Mitre est située en Bosnie-Herzégovine, sur le territoire de la ville de Ravno et dans la municipalité de Ravno. Elle remonte au XIVe siècle et est inscrite sur la liste provisoire des monuments nationaux de Bosnie-Herzégovine.